# Боб Ерліх
Ро́берт Лерой «Боб» Ерліх-молодший (англ. Robert Leroy «Bob» Ehrlich, Jr.; нар. 25 листопада 1957, Арбутус, Меріленд) — американський політик, член Республіканської партії. Він був губернатором штату Меріленд з 2003 по 2007.
Здобув ступінь бакалавра в Принстонському університеті і диплом юриста в Школі права Університету Вейк Форест. Потім він працював юристом у Балтиморі.
Був членом Палати представників Конгресу США від штату Меріленд з 1995 по 2003.